# Salestre

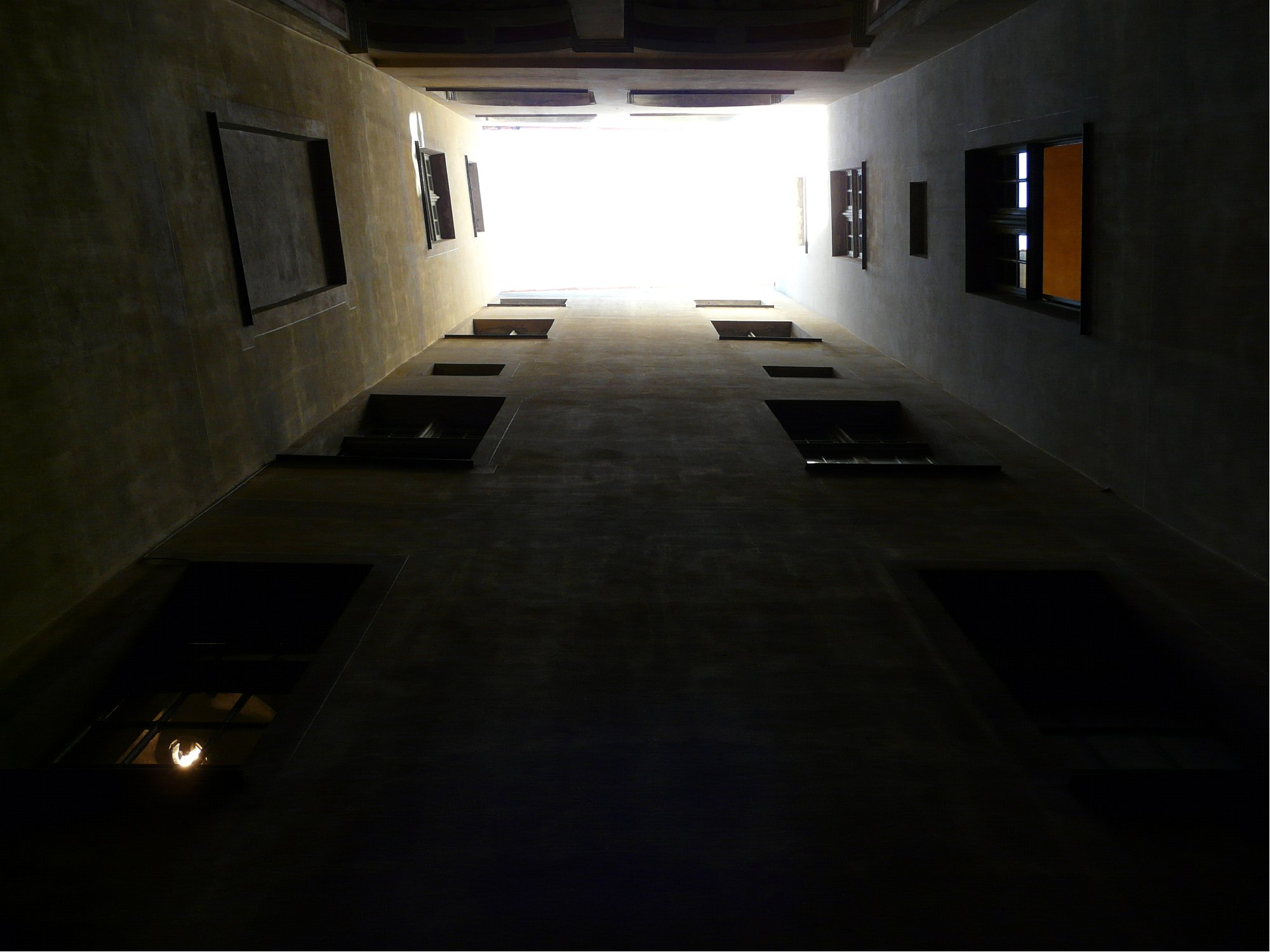
Salestre d’une maison du Vieux-Nice

Un salestre désigne à Nice (et tout spécialement dans le Vieux-Nice) une courette intérieure d'une maison ou d'un immeuble.
Il agit comme une climatisation naturelle, car l'air chaud s'engouffre vers le haut et il refroidit donc les murs des appartements.